# Quadriga
A quadriga (Latim quadri-, quatro, e jungere, juntas) é um carro ou carroça  conduzida por quatro cavalos lado a lado, utilizada  nos jogos olímpicos antigos e em outros jogos. É considerada como a carruagem dos deuses e heróis na mitologia grega, aparecendo esculpida em vasos e em baixos relevos. A quadriga foi adotada na Roma antiga nas corridas de carruagens, sendo o Coliseu palco de muitas delas. Quadrigas são símbolos de triunfo; a mulher que a conduz é frequentemente representada de Vitória ou Fama. Na mitologia clássica, a quadriga era a carruagem dos deuses; Apollo foi descrito conduzindo sua quadriga através dos céus, liberando a luz do dia e dispersando a noite. É também citada no Bhagavad-gītā, como o veículo sobre o qual o guerreiro indiano Arjuna combateu na Guerra de Kurukshetra, sob a condução de Krishna, há mais de 5000 anos.

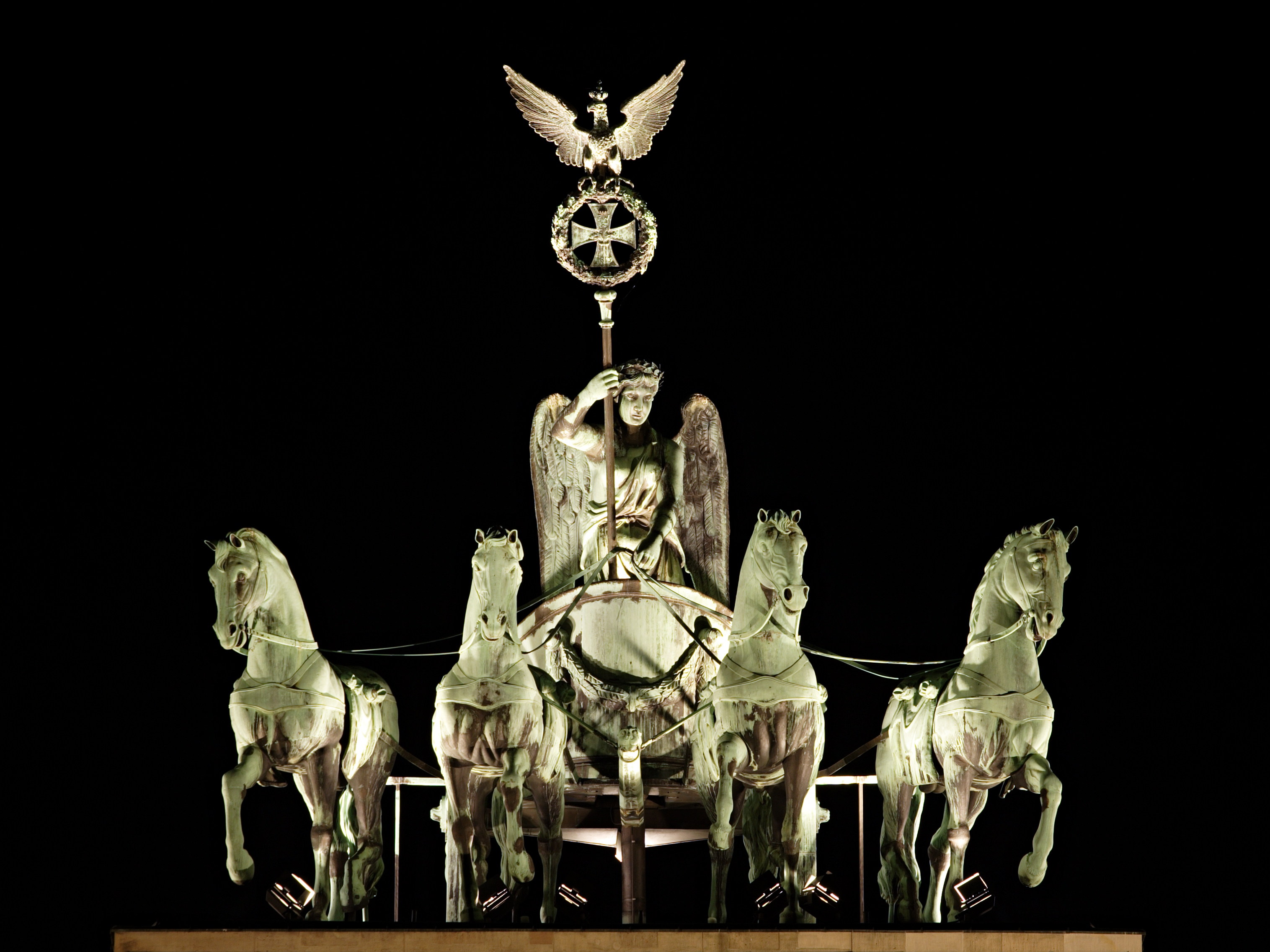
Quadriga do Portão de Brandemburgo à noite

A palavra quadriga pode referir-se à carruagem sozinha, sem os quatro cavalos, ou pode referir-se ao conjunto. Todas as modernas quadrigas são baseadas na quadriga triunfal, uma escultura da era clássica, pois é a única quadriga que resiste daquela época. Ela foi originalmente erigida no Hipódromo de Constantinopla, possivelmente no arco do triunfo, e está agora na Basílica de São Marcos, em Veneza. Ela foi tomada pelos cruzados venezianos na quarta cruzada de 1204 e colocada sobre o terraço da basílica. Durante as batalhas da Revolução Francesa: campanhas de 1797, Napoleão I da França, levou a quadriga para Paris, mas em 1815 os cavalos retornaram para Veneza. Devido os efeitos da poluição, a quadriga original foi retirada para o museu e em seu lugar foi posta uma réplica, nos anos de 1980.

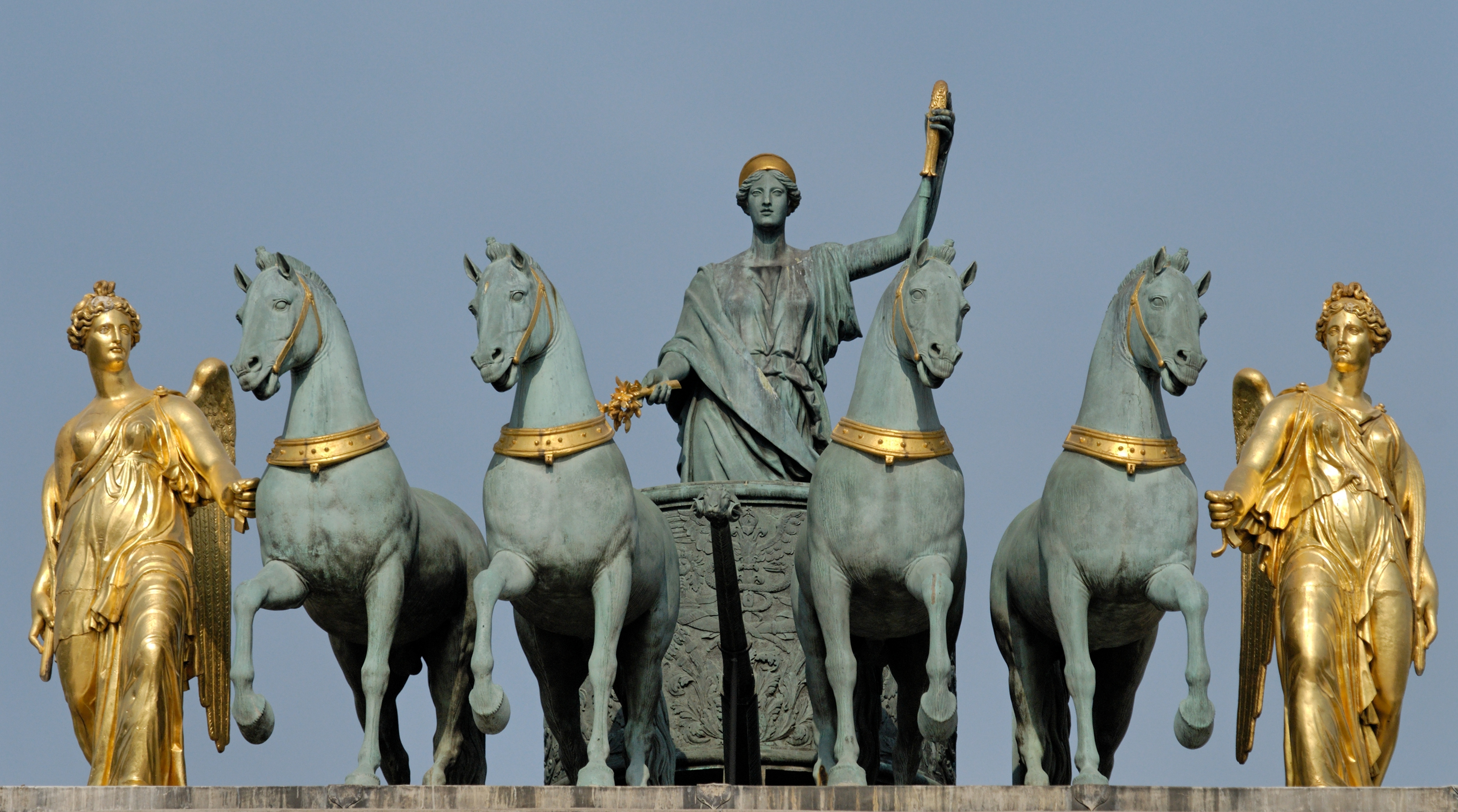
Quadriga, Arco do Triunfo de Carrousel, Paris

Algumas das mais importantes quadrigas em exposição livre incluem a quadriga de Berlim, que é provavelmente a quadriga moderna mais famosa no mundo. Ela foi desenhada por Johann Gottfried Schadow, em 1793, como a quadriga da vitória.  Está alocada sobre o Portão de Brandemburgo em Berlin. Ela foi retirada de seu local algumas vezes, como por Napoleão, e depois devolvida. Também foi alvo de disputas entre os governos de Berlim oriental e ocidental. Onde foi inclusive, modificada e restaurada após a Reunificação da Alemanha, em 1990.

## Curiosidades

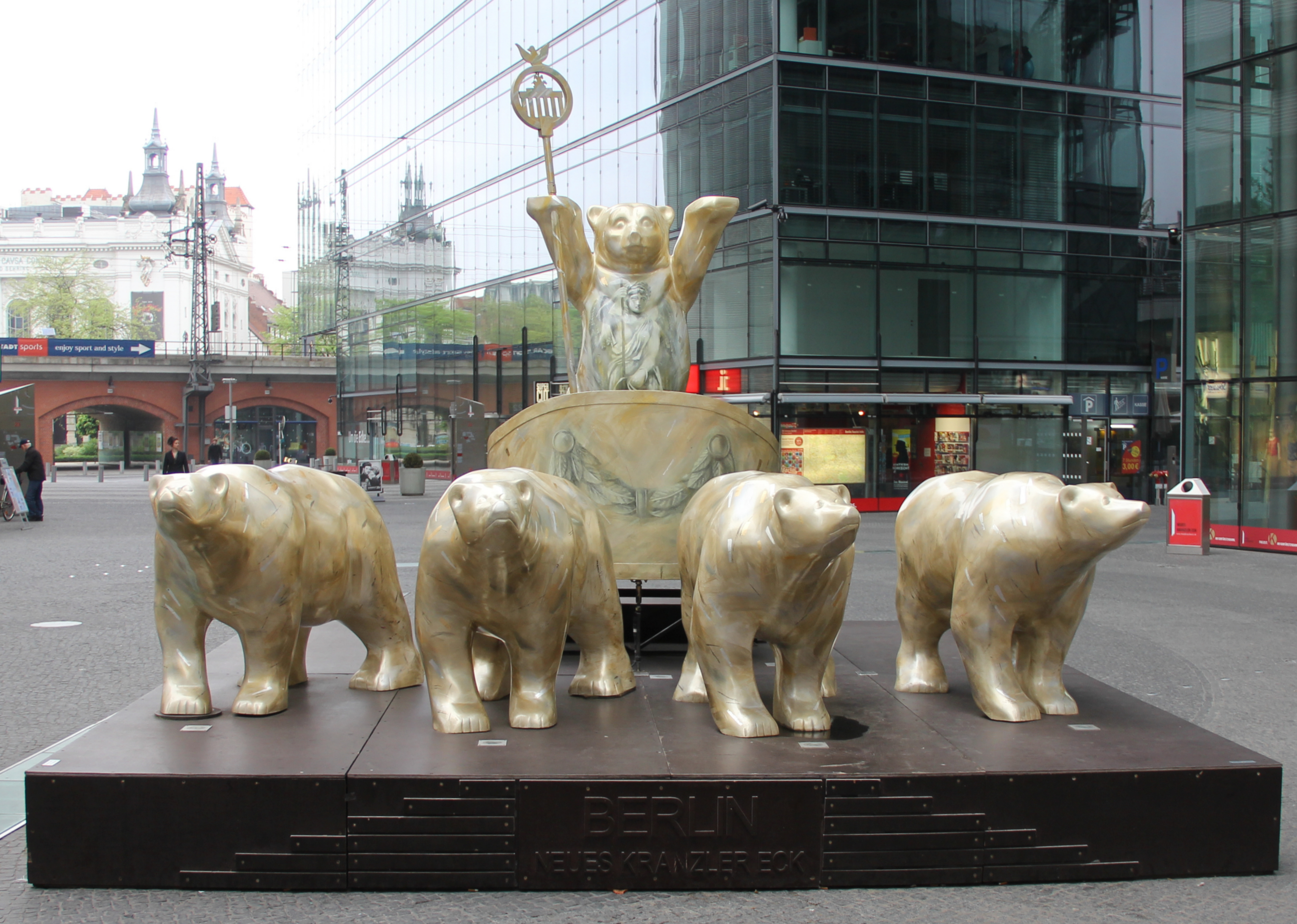
Buddy Bear Quadriga em Berlim, Kurfürstendamm 21

Uma Quadriga foi utilizada pela Feiticeira Branca no filme As Crônicas de Nárnia: O Leão, a Feiticeira e o Guarda-Roupa, só que em vez de cavalos, a quadriga era puxada por Ursos polares. 

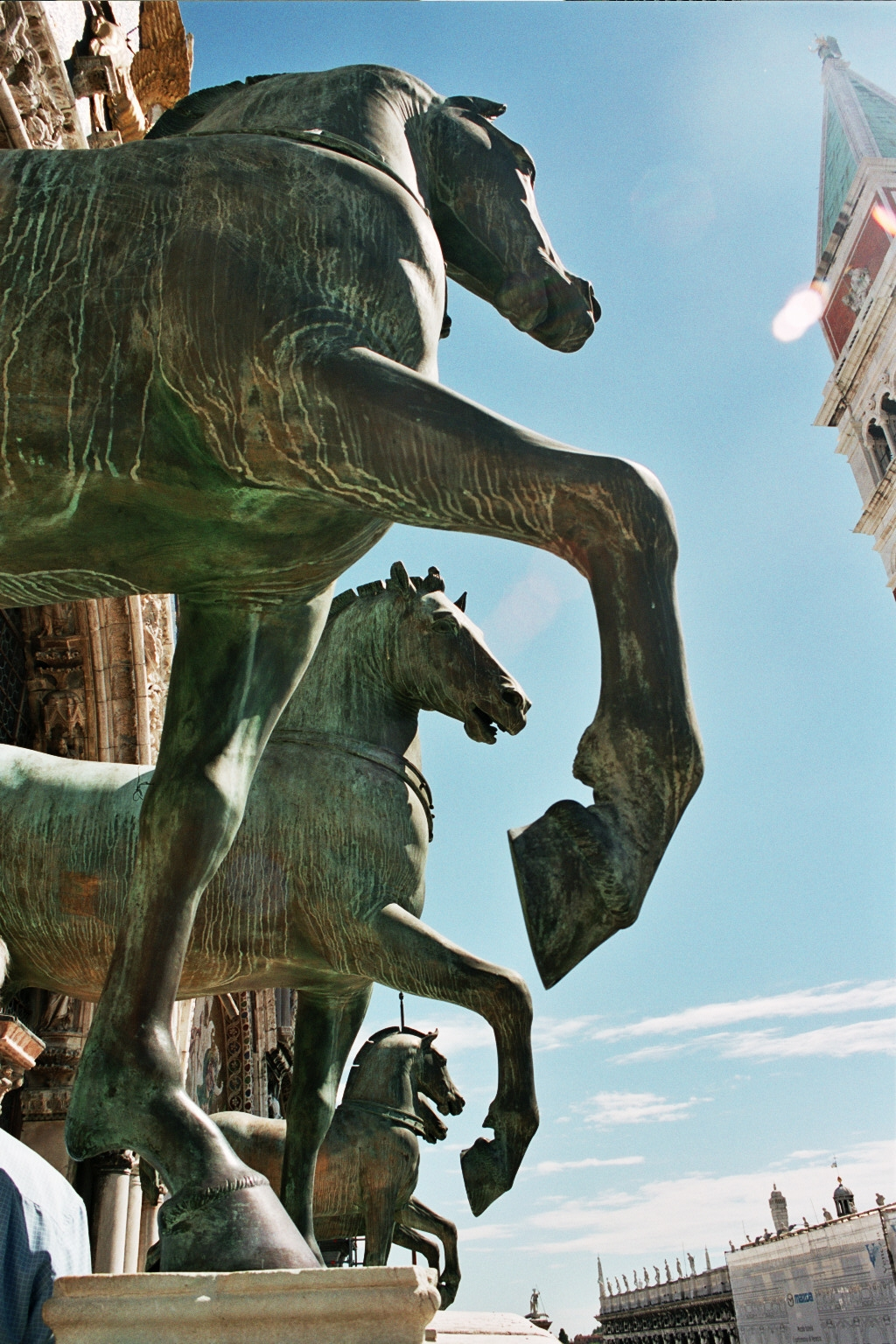
Quadriga triunfal, em Veneza, saqueada no século XIII em Constantinopla, onde decorava o Hipódromo

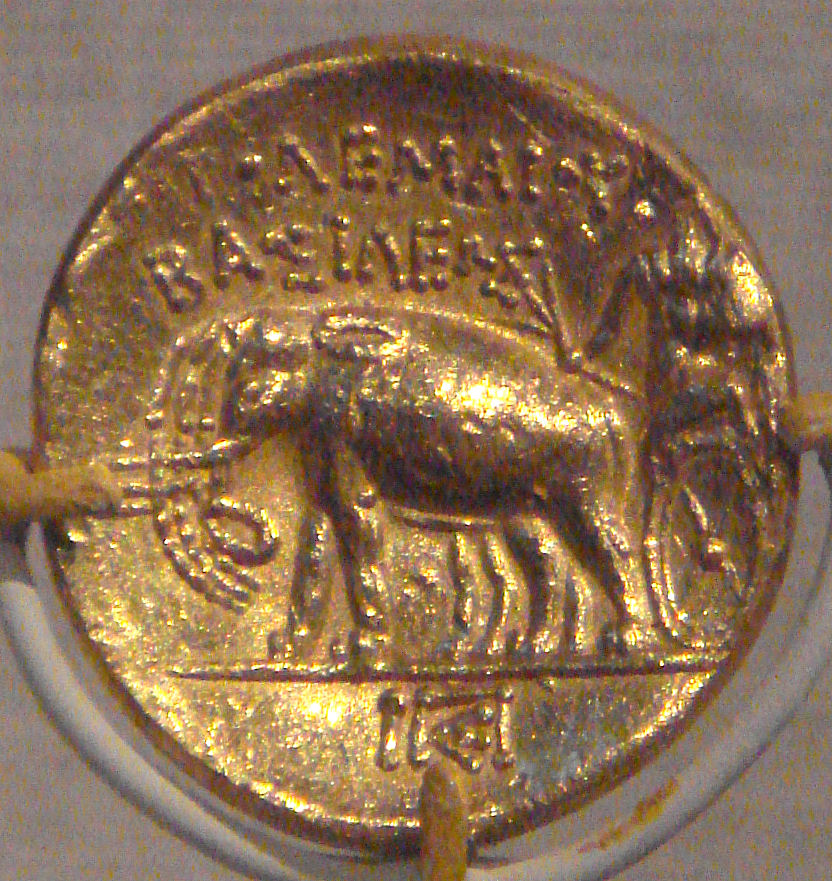
Moeda de ouro com uma quadriga de elefantes do reinado de Ptolomeu I, Cirenaica